# Condizione della donna in Bielorussia

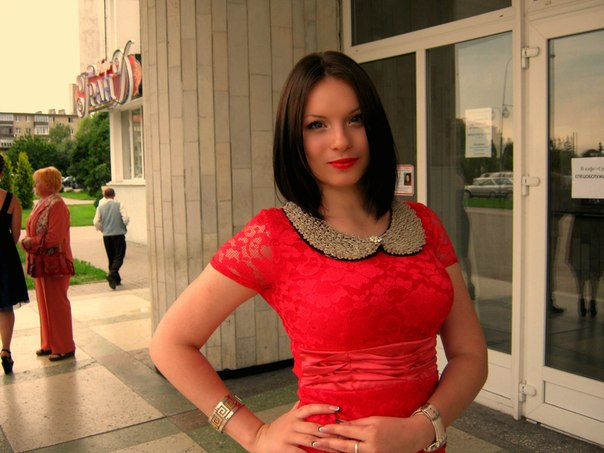
Una giovane modella bielorussa.

Il ruolo di genere, la condizione femminile e i diritti delle donne in Bielorussia si sono evoluti nel corso della storia bielorussa, in modo particolare da quando il concetto di pari diritti per le donne è stato sviluppato e dimostrato nel tardo XVI secolo. La cosiddetta "Carta del Granducato" datata 1588, uno dei documenti legali più importanti della storia del paese, ha protetto la dignità delle donne attraverso un atto legislativo.
Le donne e il loro contributo alla società e alla cultura si celebrano annualmente l'8 di marzo, durante la Giornata internazionale della donna.
Il Gender Inequality Index per il 2013 era fissato a 0.152 (alla 28ª posizione su 152 paesi), mentre le donne nell'Assemblea nazionale ammontano al 29.5% del totale. Nel 2014 il tasso di occupazione femminile era posizionato al 62%. Il Global Gender Gap Report per il 2012 era fissato a 0.6442.
Secondo il Global Gender Gap Report 2019 la Bielorussia occupa la 29ª posizione su 153 paesi analizzati con un punteggio di 0,746 su 1,000. Il 74,7% delle donne bielorusse partecipa alla forza lavorativa del Paese; il 47,3 dei magistrati, giudici e figure importanti sono donne e il 69,1% degli operai e lavoratori professionisti sono donne. Il 34,6% dei parlamentari sono donne, mentre solo il 3,4% dei ministri sono donne. L'età media di una donna quando mette al mondo un bambino è di 28,5 anni con una media di 1,71 figli a donna.

## Popolazione

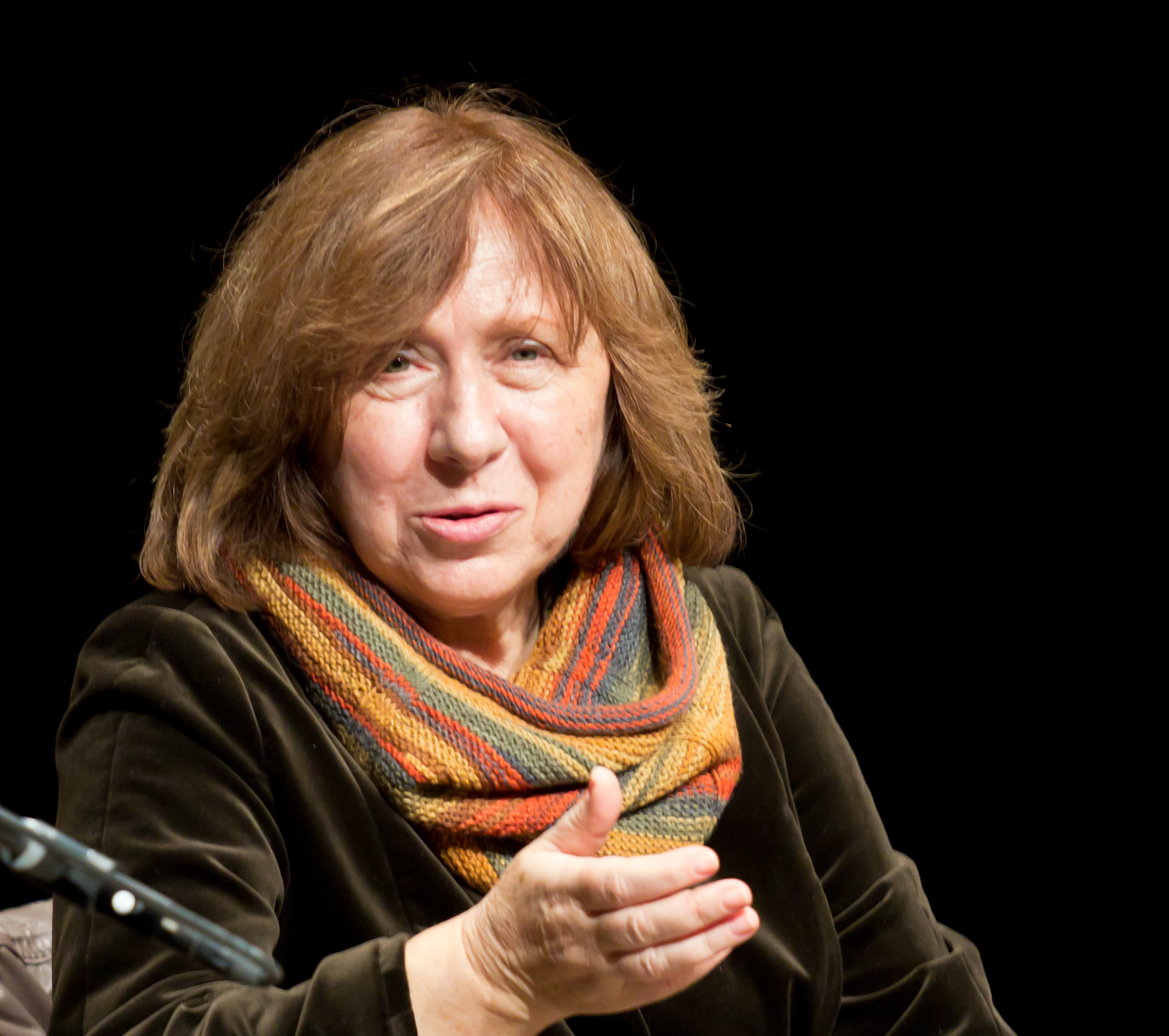
La giornalista e scrittrice Svjatlana Aleksievič, insignita nel 2015 del Premio Nobel per la letteratura.

Nel 2000 il 53% della popolazione bielorussa era composta da donne. La durata media della vita delle donne bielorusse è di circa 74 anni.

## Ruolo nella società
Secondo la tradizione, la posa del cibo sul tavolo è abitualmente fatta dalle donne. Anche la cura della famiglia e l'allevamento dei bambini sono tradizionalmente delegati a loro.

## Organizzazioni per le donne
I gruppi femministi in Bielorussia sono comparsi per la prima volta nel 1991, per poi trasformarsi rapidamente in ulteriori entità nel corso degli anni. Queste organizzazioni comprendevano l'"Unione delle donne in Bielorussia" (precedentemente conosciuta come il "Comitato Bielorusso delle donne sovietiche"), la "Lega delle donne in Bielorussia", il "Comitato delle soldatesse nazionali", il "Movimento cristiano-democratico femminile", il "Movimento femminista bielorusso", "Per il Rinascimento Della Patria" e infine la "Lega delle Elettrici" e l'"Associazione Liberale delle Donne".

## Diritti di genere
Le donne sposate in Bielorussia hanno il diritto di mantenere le proprie proprietà, redditi, investimenti privati e e altri introiti provenienti da attività svolte da loro.

### Diritti politici
Nel corso della sua storia, in Bielorussia vi sono state diverse donne in politica, tra cui:
- Nadezhda Grigoryevna Grekova, capo del Soviet Supremo nel 1938
- Evdokiya Ilinichna Uralova come pubblico commissario dell'educazione sempre nel 1938
- Nina Leonovna Snezhkova come vice primo ministro per la cultura nel 1970
- Ionna A. Stavrovskaia  come ministro dell'alimentazione industriale nel 1980